# 林慶麟
林慶麟（Lam Hing Lun，1967年4月17日—），生於香港，已退役香港足球運動員，司職左翼，持有亞洲足協A級足球教練牌照，退役後曾在傑志兼任教練。曾擔任香港超級聯賽球隊理文流浪總教練，同時於香港now寬頻電視擔任足球評述員，並從事青少年足球訓練工作。

## 球會生涯
林慶麟生於香港住石蔭東邨蔭興樓，球員時代初期司職左翼，後期轉任左閘，由於出道初期留有一把長髮，故有「飛仔麟」外號。林慶麟於1985－86年度球季，在「升班馬」花花足球會初次在甲組亮相，憑個人速度及爆發力很快便打出名堂，林慶麟與李健和同留了一把長髮，兩個「長毛飛」同期效力麗新花花時分踢左右翼，成了當年球壇佳話。但因球隊人滿之患被外借到東方，其後重返花花，繼而轉投快譯通，可是在快譯通多年，球隊始終與冠軍無緣，在1992年代表快譯通到加拿大出戰哥倫布盃，1993年林慶麟便將長髮剪掉，到1997年還因沒有班落而要踢乙組的中福。2001年球季，林慶麟因累積五面黃牌，結果因停賽而無法助快譯通在聯賽總決賽上陣，而快譯通最終也不敵愉園。
在2001年球季，快譯通退出本地聯賽後，便到足總擔任青訓教練，當時外界以為他會正式由球員轉做教練；不過之後他離開足總，在待業時巧獲傑志招手，結果便以教練兼球員身份，加盟重返甲組的傑志。由於隊內未有球員能勝任左閘，便身兼兩職踢下去。2005年6月4日，傑志對祖雲達斯的表演賽，是林慶麟的球員時代告別戰，傑志在落後兩球的劣勢下擊敗祖雲達斯，林慶麟便在這麼多球迷面前以贏波告別。 掛靴後沒有離開球迷視線，每周固定出鏡作外國足球評述，又有報章專欄分享心得。2015年10月15日，林慶麟代表「519香港傳奇足球隊」，在小西灣運動場舉行在的「英超足球大師邀請賽」迎戰「英超足球大師隊」，最終以4–5不敵對手。

## 國際賽生涯
林慶麟於1988年便開始入選香港代表隊，其間有踢過省港盃、滬港盃及亞運，但就從未踢過世界盃外圍賽。在1994年的廣島亞運，香港隊憑左右翼林慶麟及李健和各建一功，以2–1擊敗泰國。

## 退役生涯
林慶麟退役後考取教練牌，擁有亞洲足協A級足球教練牌照，及後轉任足球評述員，現時在now寬頻電視工作。此外，亦從事青少年足球訓練工作，現時是「阿仙奴香港足球學校」教練之一。2016年7月19日，林慶麟重返球圈擔任理文流浪總教練，因為經常戴太陽眼鏡亮相教波，令其有「黑超教頭」的外號。。

## 軼事
林慶麟曾於1987－1988球季花花對南華的聯賽中以粗言穢語辱罵球證, 被球證出示紅牌驅逐離場, 隨後被罰停賽,成為少數以言入罪個案之一。

## 家庭生活
年青時住石籬邨，重建後和父母搬往石蔭東邨，已婚，有一名女兒。